# Fidel Herráez
Fidel Herráez Vegas (Ávila, 28 de julio de 1944) es un teólogo y profesor español, que fue obispo auxiliar de Madrid (1996-2015) y arzobispo de Burgos (2015- 2020).

## Biografía

### Sacerdote
Durante su juventud descubrió su vocación sacerdotal y en 1956 entró en el Seminario Conciliar de Madrid donde realizó sus estudios eclesiásticos, llegando a ser ordenado sacerdote el día 19 de mayo de 1968.
A su vez cursó el bachiller de Teología por la Universidad Pontificia Comillas. Seguidamente se trasladó a Italia donde entre 1974 y 1977 se licenció y doctoró en Teología moral por la Pontificia Universidad Lateranense de Roma.
Desde 1968 es consiliario de las Hermandades del Trabajo de Madrid.
También entre 1968 y 1972 fue formador, secretario y profesor de idiomas del Seminario Menor de Madrid, entre 1977 y 1980 fue consiliario de jóvenes de las Hermandades del Trabajo y Humanidades de Madrid, entre 1977 y 1995 fue profesor de Teología moral en el Instituto Superior de Ciencias Religiosas y Catequistas.
Durante estos años inició su ministerio sacerdotal ejerciendo entre 1977 y 1996 como  capellán de uno de los colegios de Madrid de la congregación llamada Instituto de la Bienaventurada Virgen María (I.B.V.M) (conocida como Irlandesas). Entre 1979 y 1996 fue delegado de enseñanza de Madrid y entre 1983 y 1995 fue secretario técnico de la Archidiócesis de Madrid para las relaciones con la autonomía en la enseñanza.
Por otro lado, entre 1986 y 1995 fue vicepresidente del Consejo Diocesano y representante de los delegados diocesanos de enseñanza en el Consejo General de la Educación Católica. Entre 1993 y 1998 presidió el Foro Europeo sobre la enseñanza de la religión.
En 1995 el arzobispo Antonio María Rouco Varela lo designó como vicario general de Madrid.

### Obispo
El 14 de mayo de 1996 fue consagrado obispo en la catedral de la Almudena de manos de Antonio María Rouco Varela (arzobispo de Madrid) y como coconsagrantes Lajos Kada (nuncio apostólico en España y Andorra) y Ángel, cardenal Suquía Goicoechea (arzobispo emérito de Madrid). El 29 de junio de 1996, el papa Juan Pablo II lo nombró auxiliar de Madrid con obispo titular de Cediae en sucesión de Mario Eusebio Mestril Vega, quien pasó de obispo auxiliar de Camagüey a obispo residencial de Ciego de Ávila en Cuba.  
Desde 1996, fue miembro de la Comisión Episcopal de Enseñanza y Catequesis en la Conferencia Episcopal Española (CEE).
Entre 2012 y 2016 fue consiliario nacional de la Asociación Católica de Propagandistas (ACdP).

### Arzobispo
El 30 de octubre de 2015, el papa Francisco lo nombró arzobispo de Burgos, sucediendo a Francisco Gil Hellín. Tomó posesión el 22 de noviembre de 2015. El 6 de octubre de 2020 fue aceptada su renuncia la gobierno pastoral de la archidiócesis de Burgos, tras haber cumplido 75 años de edad. Ejerció de administrador apostólico sede vacante hasta el 5 de diciembre.